# Sojoez MS-01
Sojoez MS-01 (Russisch: Союз МС-01) is een ruimtevlucht naar het Internationaal ruimtestation ISS. Het was de 129ste vlucht van een Sojoez-capsule en de eerste van het nieuwe Sojoez MS-type. De lancering vond plaats op 7 juli 2016. Met deze vlucht werden drie bemanningsleden naar het Internationaal ruimtestation ISS vervoerd voor ISS-Expeditie 48. Op 30 oktober 2016 landde Sojoez MS-01 terug op Aarde.

## Bemanning
| Positie           | Ruimtevaarder                          |
| ----------------- | -------------------------------------- |
| Commandant        | Anatoli Ivanisjin, RSA 2e ruimtevlucht |
| Flight Engineer 1 | Takuya Onishi, JAXA 1e ruimtevlucht    |
| Flight Engineer 2 | Kathleen Rubins, NASA 1e ruimtevlucht  |

### Reservebemanning
| Positie           | Ruimtevaarder       |
| ----------------- | ------------------- |
| Commandant        | Oleg Novitski, RSA  |
| Flight Engineer 1 | Thomas Pesquet, ESA |
| Flight Engineer 2 | Peggy Whitson, NASA |

Dit is tevens de hoofdbemanning voor Sojoez MS-03.